# Wybory prezydenckie w Kazachstanie w 2011 roku
Wybory prezydenckie w Kazachstanie w 2011 roku – odbyły się 3 kwietnia 2011 roku w trybie przedterminowym. Początkowo miały mieć miejsce w roku następnym, gdy kończyła się kadencja dotychczasowego prezydenta.
Jednym z motywów działania prezydenta Nursułtana Nazarbajewa by skrócić swoją kadencję o rok była decyzja Rady Konstytucyjnej z dnia 24 stycznia 2011 roku, która uznała za niekonstytucyjną ustawę umożliwiającą przedłużenie w referendum jego kadencji do roku 2020. W tej sytuacji prezydent 31 stycznia w wystąpieniu telewizyjnym oświadczył, że zgadza się ze stanowiskiem Rady i 4 lutego wydał dekret wyznaczający kwietniowy termin elekcji.
5 kwietnia 2011 r. Centralna Komisja Wyborcza w Kazachstanie podała ostateczne wyniki wyborów prezydenckich z dnia 3 kwietnia 2011 roku. Według oficjalnych danych zwyciężył dotychczasowy szef państwa Nursułtan Nazarbajew, zdobywając 95,55% głosów.

## Oficjalne wyniki wyborów podane przez kazachską Centralną Komisję Wyborczą
| # | Imię i Nazwisko      | Partia polityczna                       | Liczba głosów | %      |
| - | -------------------- | --------------------------------------- | ------------- | ------ |
|   | Nursułtan Nazarbajew | Nur Otan                                | 7,850,958     | 95,55% |
|   | Gani Kasymow         | Partia Patriotów Kazachstanu            | 159,036       | 1,94%  |
|   | Żambył Achmetbekow   | Komunistyczna Ludowa Partia Kazachstanu | 111,924       | 1,36%  |
|   | Mels Jelusizow       | Tabigat                                 | 94,452        | 1,15%  |
|   |                      | Razem:                                  | 8,216,370     | 100%   |

Frekwencja wyniosła 89,99%. Liczba głosujących – 9,2 mln.
Obserwatorzy Organizacji Bezpieczeństwa i Współpracy w Europie (OBWE) ocenili, że wybory w Kazachstanie nie spełniły standardów demokratycznych; uchybienia były podobne do tych z poprzednich latach.